# Ситник Анатолій Андрійович
Анатолій Андрійович Ситник (9 лютого 1946, Київ — 9 січня 2021, Київ) — український журналіст, краєзнавець, громадський діяч. Заслужений журналіст України (1993), Почесний член Всеукраїнської спілки краєзнавців (1996).

## Біографія
Народився 9 лютого 1946 року в місті Києві. Закінчив факультет журналістики Київського державного університету імені Тараса Шевченка (1970).
Від 1961 — гуртківець, у 1964—1969 — керівник туристсько-краєзнавчих гуртків будинку піонерів Жовтневого району м. Києва та Київської міської дитячої туристсько-екскурсійної станції.
1969—1990 — співпрацівник правління Українського товариства охорони пам'яток історії та культури (методист, консультант, редактор, учений секретар секції пропаганди пам'яток засобами масової інформації).
1990 — січень 2011 — співпрацівник (до 1996), член Президії, відповідальний секретар правління Всеукраїнської (від 2008 — Національної) спілки краєзнавців.
1992—2010 — член редакційної колегії (відповідальний секретар, заступник головного редактора, у 2002-04 — перший заступник головного редактора) журналу «Краєзнавство».
Працював також у кількох друкованих ЗМІ. Зокрема, у 1996—2003 рр. відповідальний секретар тижневика «Закон і Бізнес», у 2003—2006 — літредактор газети «Київські Відомості», у 2007—2008 — «Газети 24».
У 2008—2010 рр. — радний видавничої ради Газетно-журнального (нині — Національного) видавництва Міністерства культури України.

## Громадська діяльність
- Член Українського товариства охорони пам'яток історії та культури (від 1970).

Упродовж 1969—1990 рр. опікувався діяльністю громадських секцій, покликаних популяризувати пам'ятки в друкованих й електронних засобах масової інформації, у професійному та аматорському кіно.
- Член Національної спілки краєзнавців України (від 1990) та її правління від 1991 року.

Долучився до подвижницького гурту фундаторів Всеукраїнської спілки краєзнавців; особисто сприяв відродженню репресованого тоталітарним комуністичним режимом журналу «Краєзнавство».

## Творчість
Як автор, упорядник, член редколегій підготував до виходу в світ зо два десятки книжкових видань, зокрема входив до складу авторського колективу всіх шести томів «Юридичної енциклопедії», збірників «Репресоване краєзнавство», «Що ми залишимо нащадкам?» та ін. У його перекладі українці змогли вперше прочитати рідною мовою філософські твори Франсуа Моріака «У що я вірю» і Жака Дерріда «Позиції».
Друкувався на сторінках понад 60 газет і журналів, зокрема часопису «Пам'ятки України: історія та культура». Упродовж тривалого часу був членом редакційних колегій і постійним автором ефірних випусків радіожурналу «Пам'ятники України» і тележурналу «Скарби народу».

## Відзнаки
- Заслужений журналіст України (1993).
- Почесна грамота Верховної Ради України «За особливі заслуги перед Українським народом» (2003).
- Почесна грамота Міністерства культури і туризму України (2008).
- Почесний член Всеукраїнської спілки краєзнавців (1996).